# Altenwalder Chaussee

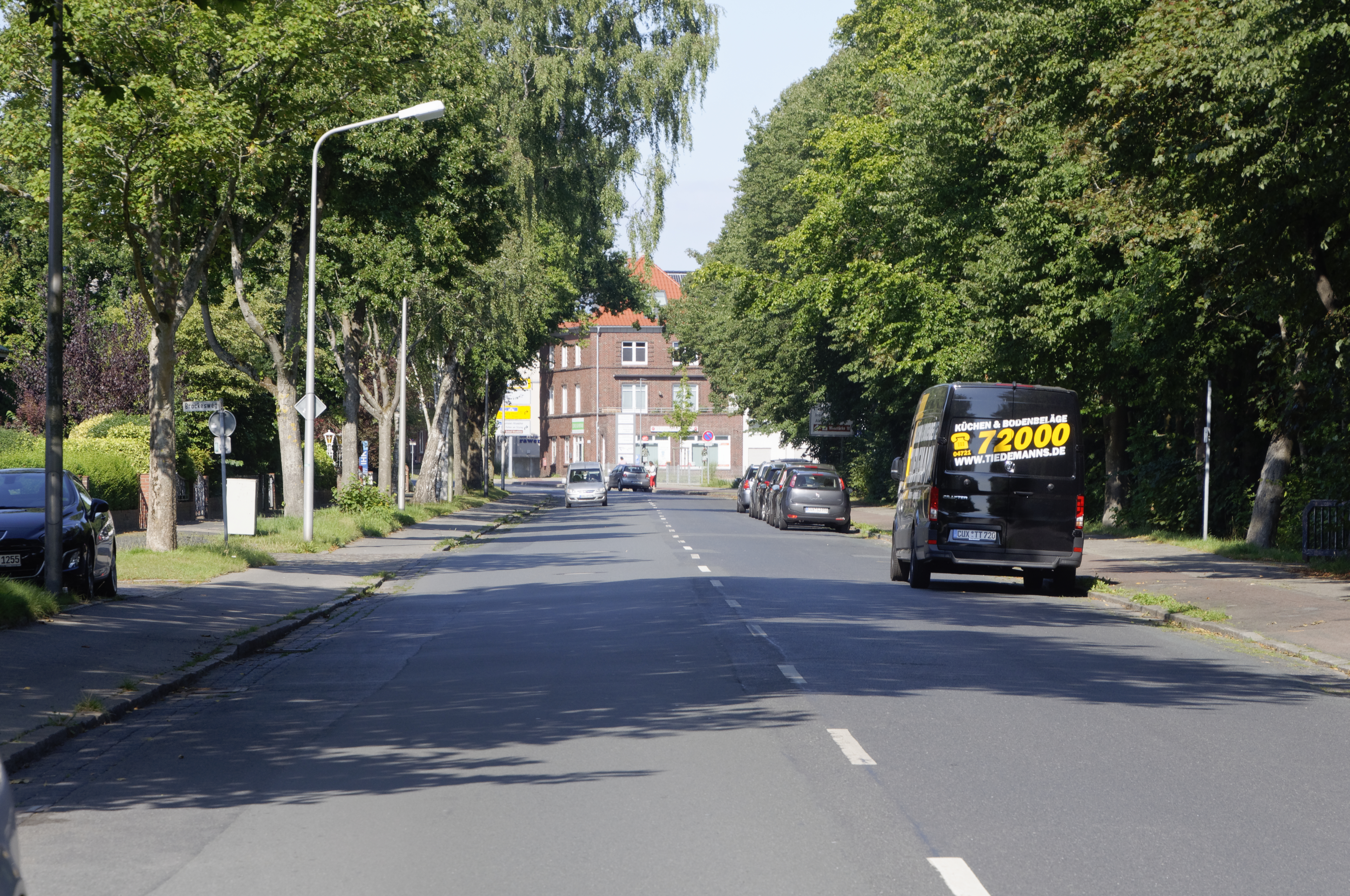
Altenwalder Chaussee

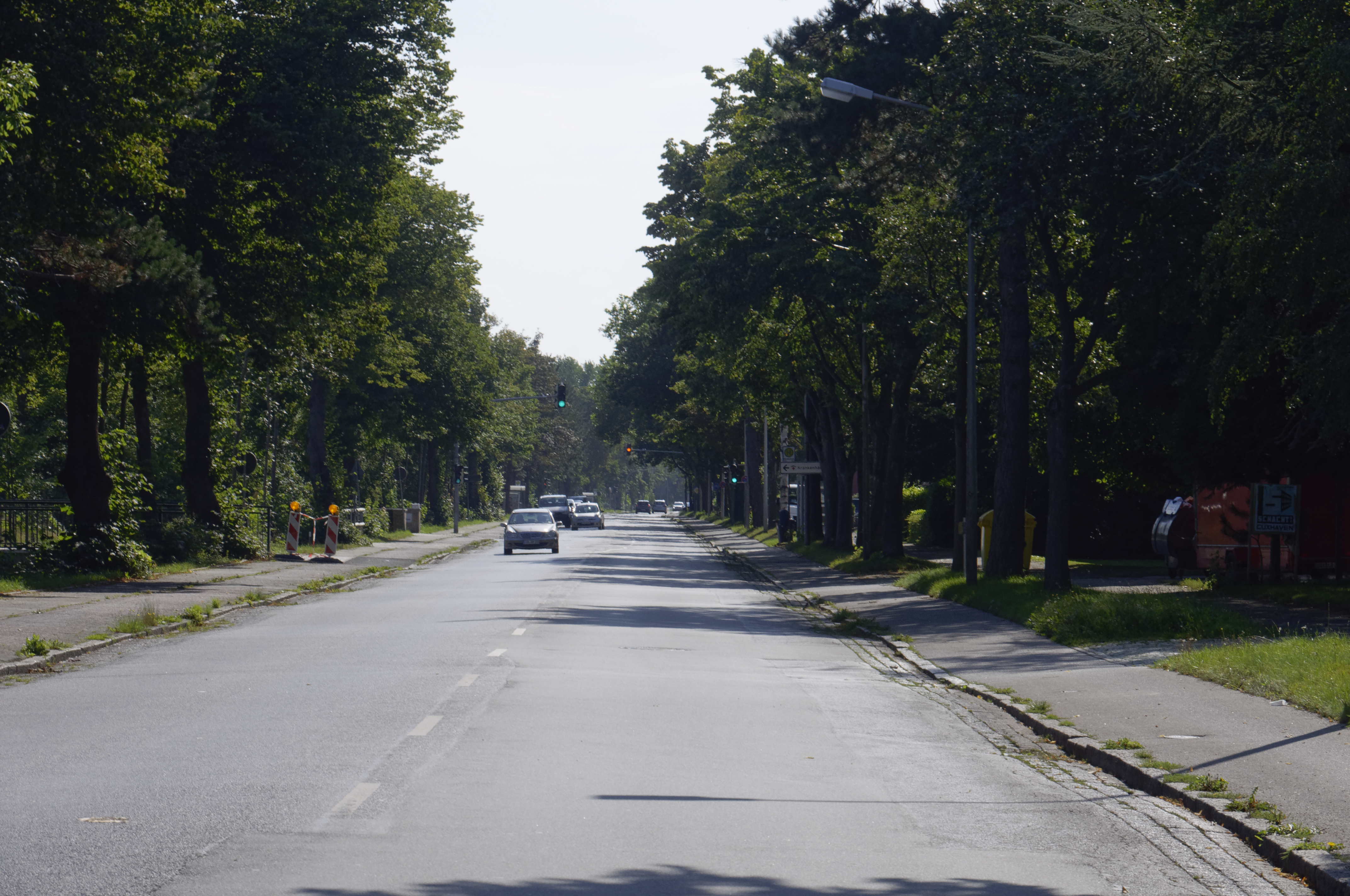
Altenwalder Chaussee

Die Altenwalder Chaussee in Cuxhaven ist eine ca. 3,3 km lange Hauptverkehrsstraße für die Stadt. Sie führt als Bundesstraße 73 in Nord-Süd-Richtung von der Abendrothstraße / Theodor-Storm-Straße bis zur Hauptstraße nach Franzenburg und als Bundesstraße zur Autobahnauffahrt Altenwalde der Bundesautobahn 27 in Richtung Bremerhaven.

## Nebenstraßen
Die Neben- und Anschlussstraßen wurden benannt als Abendrothstraße 1895 nach dem Ritzebüttler Amtmann (1809–1811) Amandus Augustus Abendroth (1767–1842), Theodor-Storm-Straße nach dem Dichter, Pastorenallee, Brockesweg nach dem Dichter und Amtmann Barthold Heinrich Brockes (1680–1747), Danziger Straße 1968 nach der Hafenstadt, Schneidemühlplatz 1958 nach der Cuxhavener Partnerstadt, Appelhoff nach hochdeutsch Apfelhof, Drangstweg nach einer Flurbezeichnung (drangstede = Tränkstätte), Süderwisch 1966 nach einer Flurbezeichnung und einer Ansiedlung, Töpfers Stieg 1976 nach einer alten Grodener Familie, Theodor-Heuss-Allee 1995 nach dem ersten Bundespräsidenten, Christian-Hülsmeyer-Straße nach dem Unternehmer und Erfinder (1881–1957), Heerstraße 1966 als Teil einer alten Heerstraße bzw. 6,3 km lange Landstraße bis nach Altenbruch und die Hauptstraße des Stadtteils Franzenburg.

## Geschichte

### Name
Die Straße wurde benannt nach der Gemeinde (heute Stadtteil) Altenwalde. Chaussee (französisch chaussée) ist zudem die veraltete Bezeichnung für eine gut ausgebaute Landstraße.

### Entwicklung
Die Chaussee Bremerhaven–Ritzebüttel entstand zwischen 1850 und 1855. Diese Straße war eine alte Verbindung von Ritzebüttel nach Süden und weiter nach Franzenburg. 1842 (von Altenwalde aus) und bis 1855 (von Ritzebüttel aus) wurde die Straße gepflastert.
Nachdem 1872 Ritzebüttel und Alt-Cuxhaven vereinigt worden waren, erfolgte ein stärkerer Ausbau des Ortsgebietes. Der Fernverkehr führte zur Landstraße, ab 1934 Reichsstraße 6 (R 6) und nach 1949 Bundesstraße 6. Um 1960 wurde die Chaussee grundlegend erneuert und teilweise vierspurig ausgebaut. 1974, mit dem Bau der Bundesautobahn 27, wurde das Cuxhavener Teilstück zur Bundesstraße 73 umgewidmet und war nun auch Zubringerstraße der A 27, Anschluss Nr. 2 Altenwalde.
Verkehrlich wird die Straße durch die Buslinien 1020, 1021 und 1024 der KVG vom Bahnhof/ZOB erschlossen.

## Gebäude, Anlagen (Auswahl)

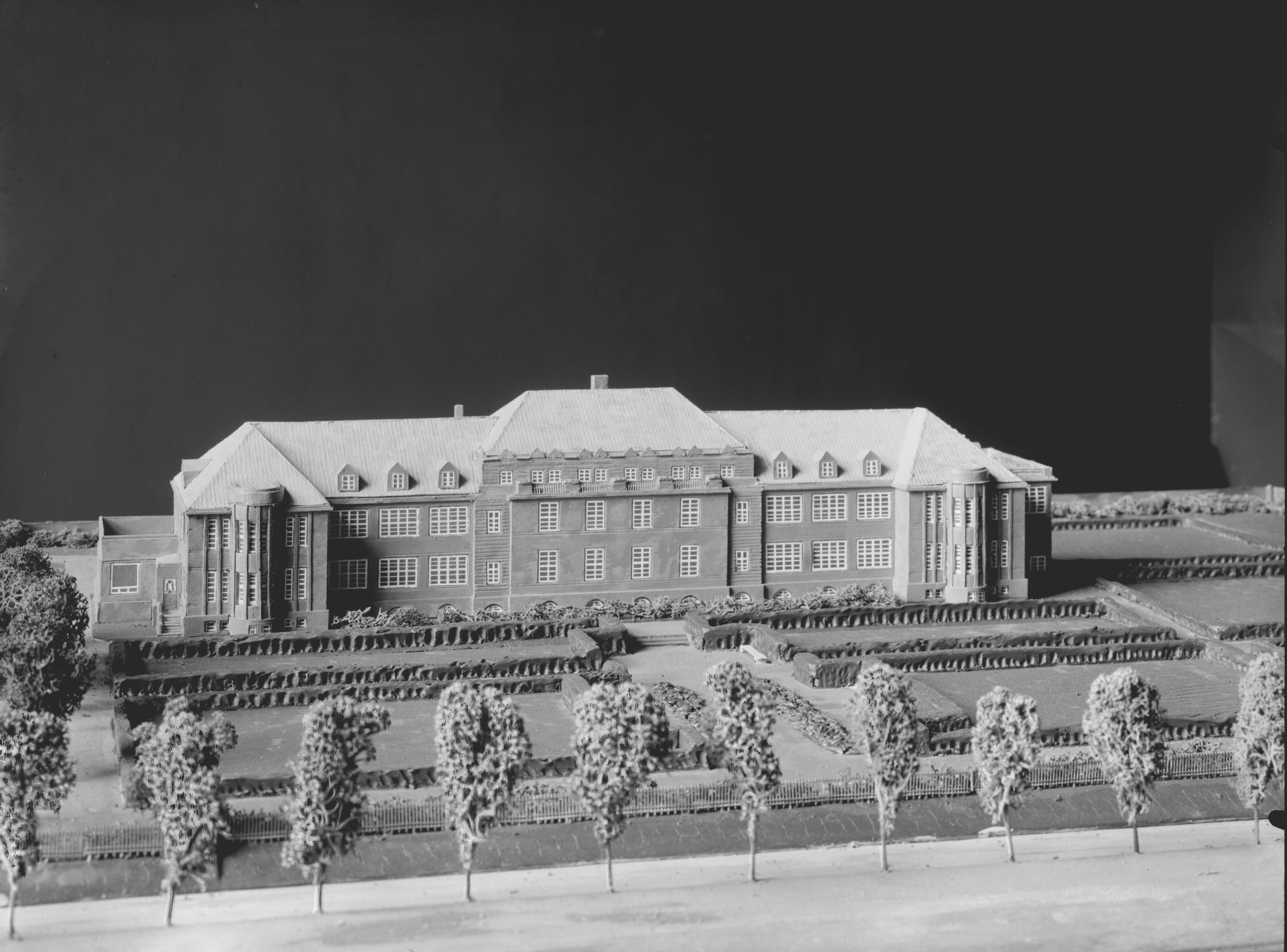
Altes Stadtkrankenhaus

An der Straße stehen zumeist ein- bis zweigeschossige Gebäude, zumeist freistehende Einfamilienhäuser. Neben der Straße verläuft zunächst an der Ost- und dann Westseite der Landwehrkanal. Die mit D gekennzeichnete Häuser stehen unter Denkmalschutz.
- Schlossgarten an der Ostseite
- Nr. 2b: Altes Lazarett (D), bis 2016 Stadtarchiv Cuxhaven[3]
- Nr. 4a: DRK Alten- und Pflegeheim am Schlossgarten
- Nr. 7: Zweigeschossiges verklinkertes Geschäftshaus (1920er Jahre) heute Sitz der Industrie- und Handelskammer Stade, Geschäftsstelle Cuxhaven
- Nr. 10–12: Früher zweigeschossiges verklinkertes ehemaliges Stadtkrankenhaus von 1927 (D) nach Plänen des Hamburger Oberbaudirektors Fritz Schumacher, heute Krankenhaus Cuxhaven als Helios Klinik Cuxhaven mit verschiedenen weiteren zwei- und dreigeschossigen Neubauten
  - Eingeschossiges Haus Ebbe und Flucht, Technikmuseum in der früheren Krankenhauswäscherei
- Nr. 28: Dreigeschossiger Neubau des SeniorenZentrum Altenwalder Chaussee
- Nr. 35: Wohnhaus (D)
- Bis Nr. 72: Einfamilienhäuser
- Nr. 94: Gewerbebetrieb Lae Anlagenbau
- Nr. 111: Tankstelle
- Danach geringere oder keine Bebauung